# Arabiska revoltens flagga

Den ursprungliga flaggan från revolten 1917.
Ordningsföljden mellan fälten ändrades 1922 till svart-vitt-grönt.

Arabiska revoltens flagga skapades av sharif Husayn ibn Ali i samband med upproret mot Osmanska riket 1916. Flaggan började 1917 användas av arabiska nationalister, och flaggan har sedan dess spelat en viktig symbolisk roll för de arabiska självständighetsrörelserna. Flaggans färger rött, vitt, svart och grönt har kommit att tolkas som de panarabiska färgerna och förekommer i ett stort antal nationsflaggor i arabvärlden.

## Symbolik
De tre horisontella fälten representerar var sin arabisk dynasti eller era: svart står för abbasidernas kalifat, vitt står för umayyadernas kalifat och grönt står för fatamidernas kalifat. Den röda triangeln symboliserar den hashimitiska dynastin som ibn Ali tillhörde. Dagens monark i Jordanien, Abdullah II, tillhör en gren av den hashimitiska dynastin.

## Ursprung
Färgerna i flaggan kan spåras till 1900-talets början, då Arabiska litteraturklubben bildades i Istanbul 1909. Klubben använde en flagga med fyra horisontella fält i vitt-svart-grönt-rött. Flaggans fyra färger refererade till en dikt av poeten Safi al-Din al-Hilli (1278-1349): "Vitt är våra handlingar, svart våra strider, grönt våra fält. Och röda är våra svärd."
Något år före första världskrigets utbrott i augusti 1914 började den arabiska självständighetsrörelsen få spridning i de muslimska länder som hörde till det osmanska riket. I Beirut hade Föreningen för unga araber bildats i mars samma år, och i Kairo i Egypten hade Partiet för osmansk decentralisering (Hizb al-lamrkaziya al-idariya al-uthmani) bildats av syrier. Båda dessa organisationer använde en trikolor i färgerna grönt, vitt och svart. Partiet för osmansk decentralisering beskrev färgernas betydelse så här: "Lovad vare vår nation som skyddas av natten (svart), vårt samvete (vitt) och hoppet (grönt)".

### Egyptiska revolutionen

Egyptiska revolutionens flagga (1953).

Under den egyptiska revolutionen 1953 använde man en trikolor i färgerna rött, vitt och svart som byggde vidare på flaggan från 1916. I den nya flaggan står svart för det historiska förtrycket, vitt för den ljusa framtiden och rött för de uppoffringar som krävs för att ta nationen från det förflutna in i framtiden.
Flaggan blev snabbt blev en samlande symbol för den andra våg av sekulär arabisk nationalism som uppstod efter andra världskriget. Rörelsen dominerades av panarabiska partier som Baathpartiet och militära ledare med målet att avskaffa monarkierna i exempelvis Irak och Egypten och ersätta dessa med republiker. Ett annat övergripande mål var bildandet av en förenad arabisk republik som skulle sträcka sig från Libyen till Irak. Försöket att skapa en enad arabrepublik misslyckades, men spåren efter försöket finns kvar i Egyptens, Jemens, Sudans och Iraks flaggor.